# Gerrit Berckheyde
Pour les articles homonymes, voir Berckheyde.
 (mai 2017).
Si vous disposez d'ouvrages ou d'articles de référence ou si vous connaissez des sites web de qualité traitant du thème abordé ici, merci de compléter l'article en donnant les références utiles à sa vérifiabilité et en les liant à la section « Notes et références ».
Gerrit Adriaensz Berckheyde, né le 6 juin 1638 à Haarlem où il est mort le 14 juin 1698, est un peintre flamand de l'École hollandaise du XVIIe siècle. Il est célèbre pour ses peintures des canaux d'Amsterdam.
Il est le frère cadet du peintre Job Berckheyde (1630-1693).

## Biographie
Gerrit Berckheyde est né le 6 juin 1638 à Haarlem (Pays-Bas). Il apprend à peindre par l'intermédiaire de son frère ainé de 8 ans, Job Berckheyde, et fut aussi l'élève de Frans Hals.
Il traverse ensuite avec son frère l'Allemagne lors d'un grand voyage le long du Rhin. Ils se rendent ainsi à Bonn, Cologne, Mannheim avant de s'installer à Heidelberg, dans le Bade-Wurtemberg, où ils s'engagent à travailler pour le comte palatin du Rhin Charles-Louis Ier.
Ils retournent en 1660 dans leur ville natale Haarlem où Gerrit devient le 27 juillet 1660 membre du guilde de Saint-Luc, un organisme professionnel pour des peintres (Saint-Luc étant le saint-patron des peintres).
Il a principalement peint à Haarlem, Amsterdam et à La Haye. Il meurt le 14 juin 1698 dans sa ville natale Haarlem. Il a notamment peint à plusieurs reprises l'hôtel de ville d'Amsterdam, aujourd'hui palais royal, les grands canaux de la capitale hollandaise comme l'Herengracht, des églises hollandaises et des places de Haarlem. Lorsqu'il peignait les grands canaux d'Amsterdam, il omettait souvent de représenter les grandes lignées d'arbres pour mettre en valeur l'architecture.

## Œuvres dans les collections publiques
En Allemagne
- Cologne, musée de la ville de Cologne : L'Arracheur de dents.

En France
- Lyon, musée des beaux-arts : Le Grand marché à Haarlem 1673.
- Montpellier, musée Fabre : Vue du Grand marché et de l'église Saint-Bavon à Haarlem, 1690, huile sur toile, 92,5 x 118,5 cm

Aux Pays-Bas
- Amsterdam :
  - Rijksmuseum :
    - L'Hôtel de ville sur la place du Dam à Amsterdam, 1672, huile sur toile, 33,5 × 41,5 cm ;
    - Amsterdam, la courbure d'or dans le Herengracht, 1672.

  - musée d'Amsterdam : Amsterdam, le marché aux fleurs, vers 1673.
- Haarlem musée Frans Hals : Le Grand marché à Haarlem, 1696.

En Italie
- Musée des Offices, Florence : La Place du groote Markt à Haarlem, huile sur toile, 54 × 64 cm[1]

Œuvres de Gerrit Berckheyde
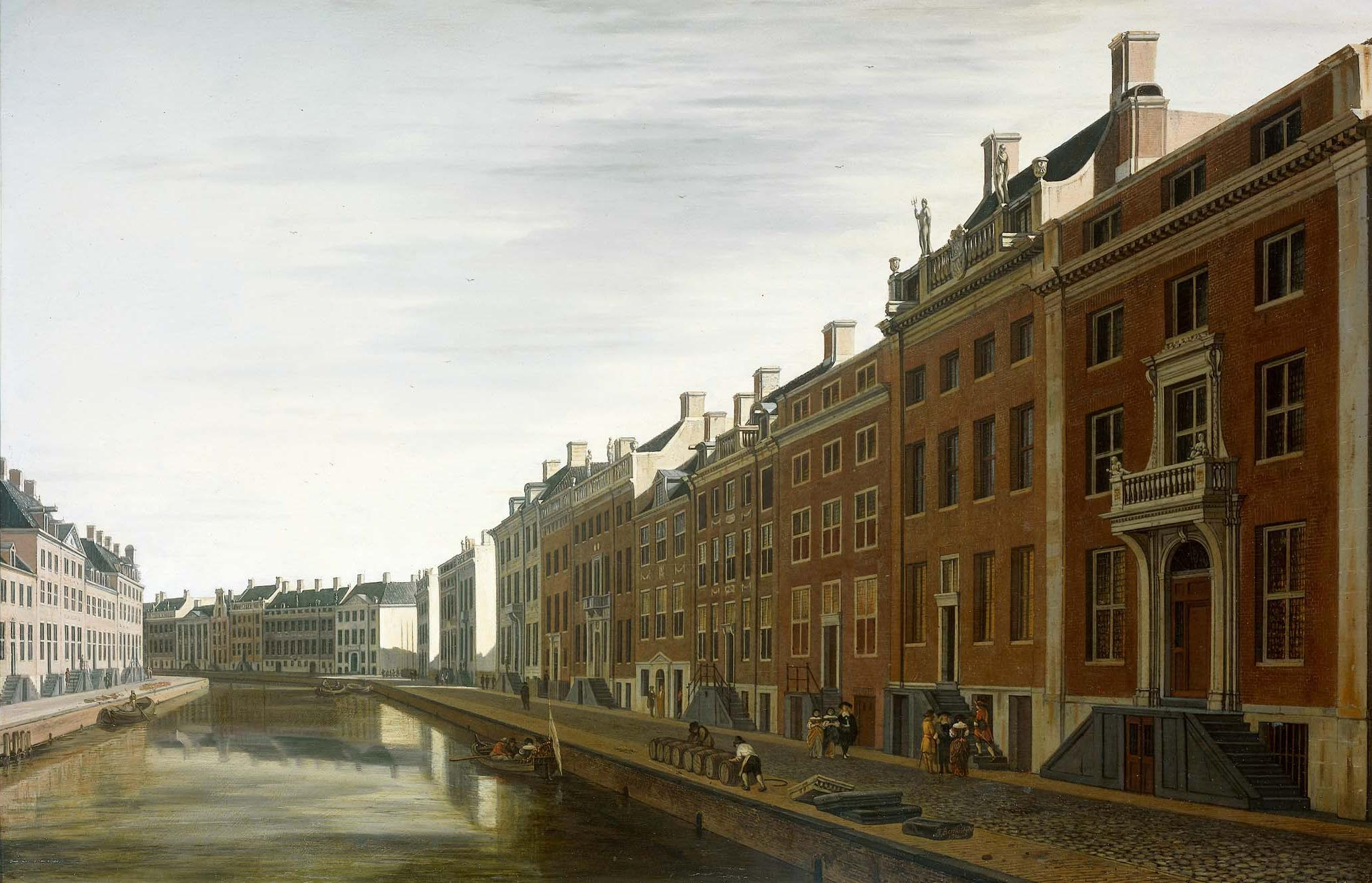
La Courbure dans le Herengracht près du Nieuwe Spiegelstraat à Amsterdam (1672), Amsterdam, Rijksmuseum.
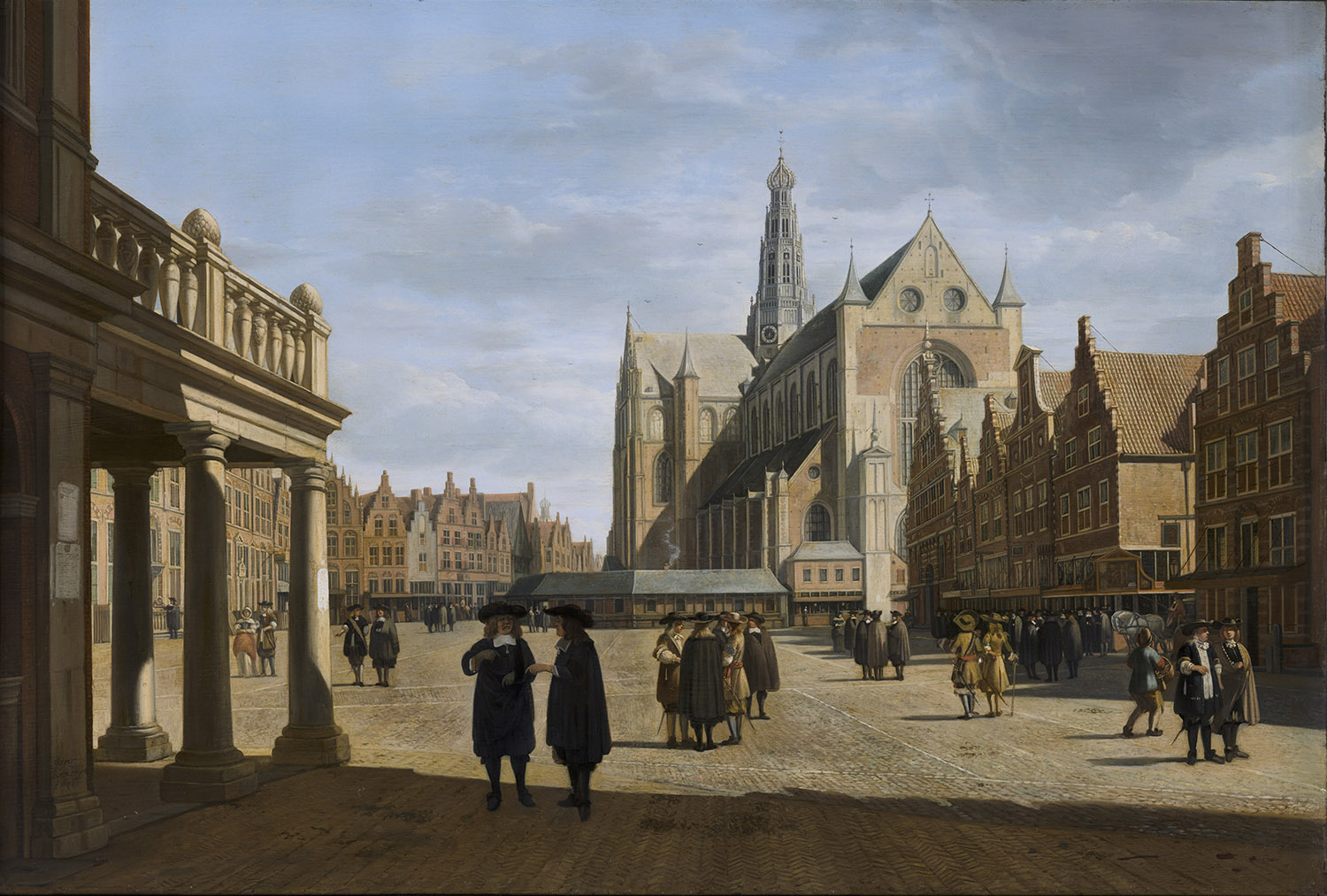
Le Grand marché à Haarlem (1673) musée des beaux-arts de Lyon[2].
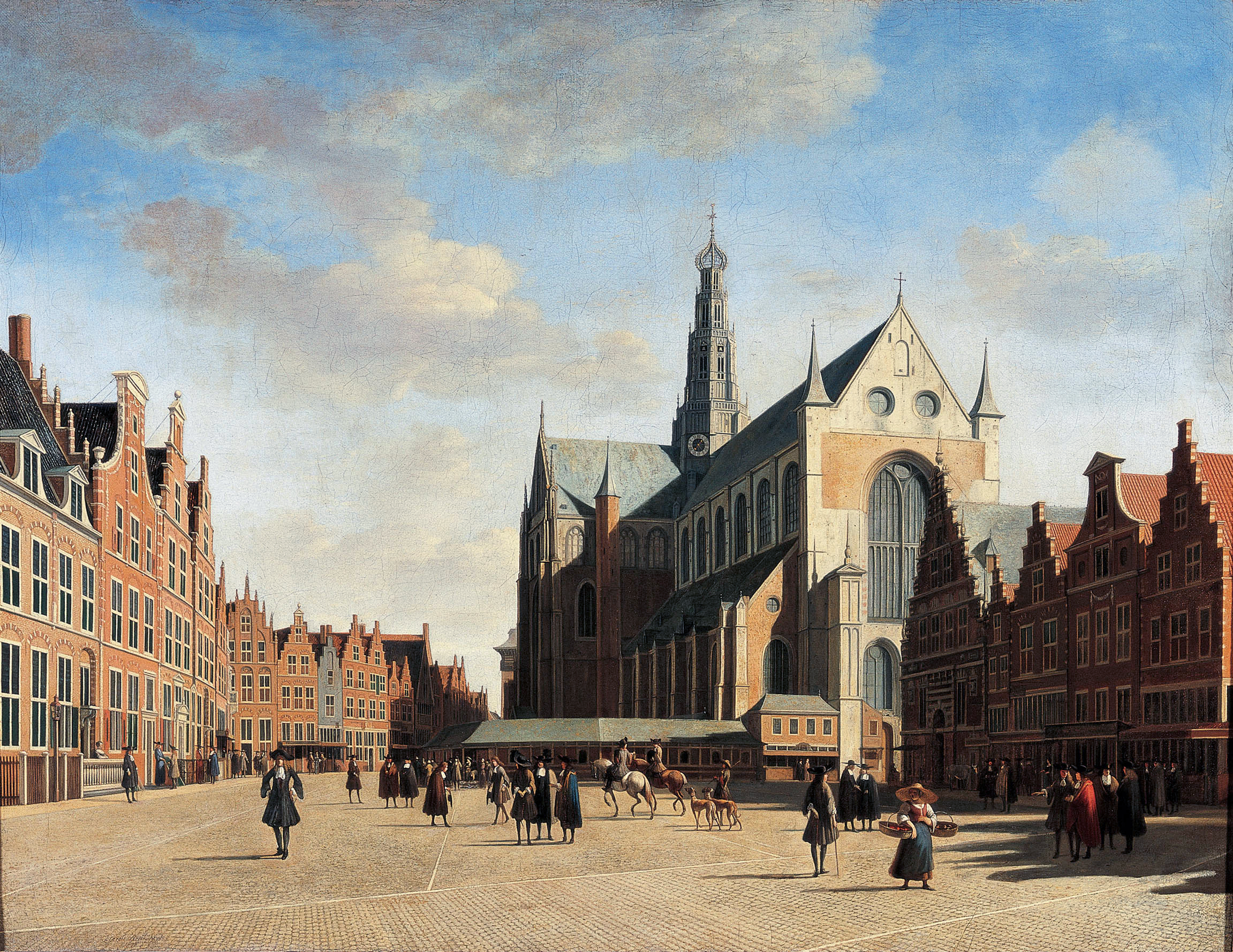
Le Grand marché à Haarlem (1696) Haarlem, musée Frans Hals.

## Collections privées
- Vue du Dam d'Amsterdam avec l'hôtel de ville, le Nieuwe Kerk et le Waag, huile sur toile, 45 × 60 cm, Collection privée, Vente Sotheby's 2014[3]